# 下飯田駅
下飯田駅（しもいいだえき）は、神奈川県横浜市泉区ゆめが丘にある、横浜市営地下鉄ブルーライン（1号線）の駅である。駅番号はB02。

## 概要

高橋浩史「芽吹きの空間」（1999年）

横浜市泉区の南西部に位置し、和泉川と境川に挟まれた台地の上にある。長らく市街化調整区域になっていたことから、周囲は畑地や山林を多くの残す田園地帯であったが、環状4号の西側の一部については土地区画整理事業に伴い市街化区域に変更されている。近隣の相鉄いずみ野線のゆめが丘駅とは直線距離で250m離れており、以前は当駅前から高架上のゆめが丘駅を見ることができたが、後述の大規模集客施設により現在では遮られている。
駅舎のデザインコンセプトは「自然活況と調和した落ち着きのある駅」を基本とし、隣接するゆめが丘駅のハイテクなイメージと対比し、フォーマルなものになっている。コンコースの壁にはガラスブロックが、天井にトップライトが設けられ、開放感・軽快感が表現されている。ガラスブロックの壁の前には、駅周辺をイメージしたオブジェ「芽吹きの空間」（高橋浩史 作）が設置されている。またプラットフォームの中央部はドーム状になっており、間接照明によって圧迫感が和らげられる作りになっている。

## 歴史
- 1999年（平成11年）8月29日 - 開業[2][3]。
- 2007年（平成19年）
  - 1月20日 - ATOによる自動運転開始に伴い[6]、湘南台方面行きの停止位置を変更（あざみ野方面行きは変更なし）[7]。
  - 9月15日 - ホームドア使用開始。
- 2012年（平成24年）5月1日 - docomo Wi-Fiによる、公衆無線LANサービス開始。
- 2015年（平成27年）7月18日 - ダイヤ改正により運転を開始した快速の停車駅に設定される（戸塚駅から湘南台方面は各駅に停車）。
- 2019年（令和元年）6月6日 - 湘南台発あざみ野行きの始発電車が、出発直後に車両が脱線する事故が発生[8][9][10]。
- 2024年（令和6年）9月2日 - 土地区画整理事業の換地処分に伴い、所在地が横浜市泉区下飯田町829-1[11]から横浜市泉区ゆめが丘59-1[1]に変更。

### 駅名の由来
当時所在した下飯田町から採られた。同一仮称駅名であった相鉄いずみ野線のゆめが丘駅とは異なり、仮称駅名がそのまま正式駅名となって開業した。2024年に当駅周辺の地名がゆめが丘となったことで、下飯田町の町域とは一致しなくなっている。

## 駅構造

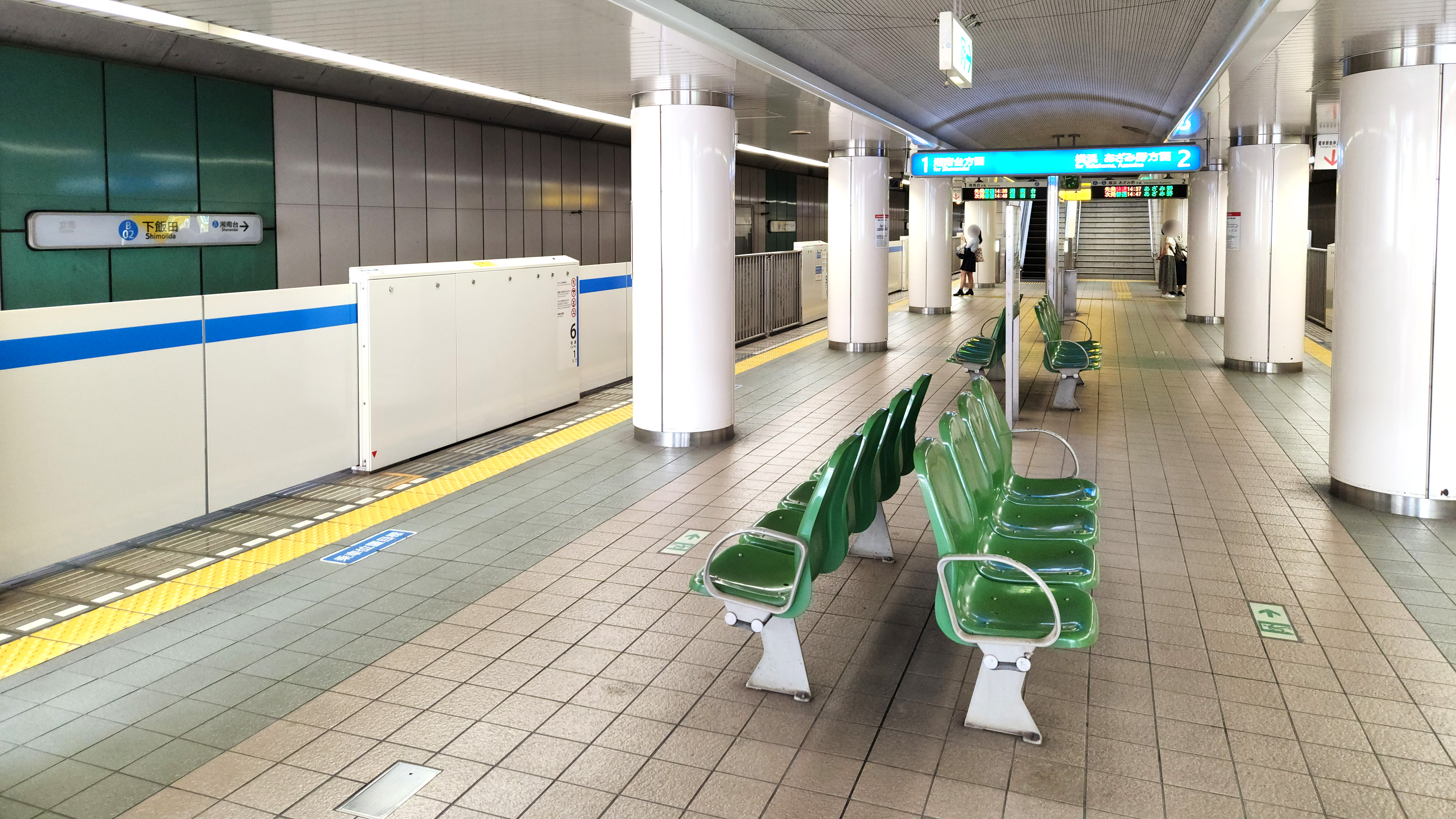
ホーム（2023年7月8日）

島式ホーム1面2線を有する地下駅である。改札階は地上1階、ホーム階は地下1階であり、エレベーター、エスカレーターが設置されている。
2007年9月15日にホームドアが設置された。

### のりば
| 番線 | 路線         | 行先         |
| ---- | ------------ | ------------ |
| 1    | ブルーライン | 湘南台方面   |
| 2    | ブルーライン | あざみ野方面 |

- 上表の路線名は旅客案内上の名称（愛称）で記載している。

## 利用状況

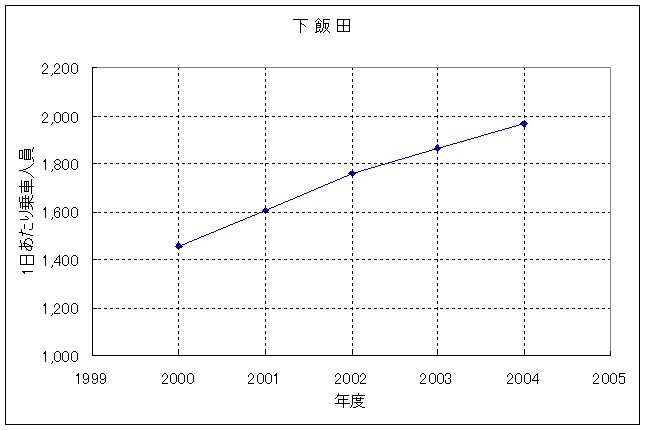
1日あたり乗車人員の推移

2023年（令和5年）度の1日平均乗降人員は6,311人（乗車人員：3,174人、降車人員：3,137人）である。2003年度まで相鉄いずみ野線ゆめが丘駅の乗降客数が減少し、その分が当駅に移行していた。しかし、翌2004年度からゆめが丘駅の乗降客数が増加している。
開業以来の1日平均乗降・乗車人員推移は下記の通り。
| 年度               | 1日平均 乗降人員 | 1日平均 乗車人員 | 出典     |
| ------------------ | ---------------- | ---------------- | -------- |
| 1999年（平成11年） | 1,456            | 757              | [ * 1 ]  |
| 2000年（平成12年） | 2,888            | 1,458            | [ * 1 ]  |
| 2001年（平成13年） | 3,151            | 1,605            | [ * 2 ]  |
| 2002年（平成14年） | 3,438            | 1,762            | [ * 3 ]  |
| 2003年（平成15年） | 3,704            | 1,878            | [ * 4 ]  |
| 2004年（平成16年） | 3,935            | 1,965            | [ * 5 ]  |
| 2005年（平成17年） | 4,076            | 2,073            | [ * 6 ]  |
| 2006年（平成18年） | 4,683            | 2,406            | [ * 7 ]  |
| 2007年（平成19年） | 4,927            | 2,509            | [ * 8 ]  |
| 2008年（平成20年） | 5,097            | 2,583            | [ * 9 ]  |
| 2009年（平成21年） | 5,321            | 2,697            | [ * 10 ] |
| 2010年（平成22年） | 5,591            | 2,833            | [ * 11 ] |
| 2011年（平成23年） | 5,508            | 2,789            | [ * 12 ] |
| 2012年（平成24年） | 5,540            | 2,805            | [ * 13 ] |
| 2013年（平成25年） | 5,958            | 3,018            | [ * 14 ] |
| 2014年（平成26年） | 6,020            | 3,043            | [ * 15 ] |
| 2015年（平成27年） | 6,222            | 3,145            | [ * 16 ] |
| 2016年（平成28年） | 6,417            | 3,240            | [ * 17 ] |
| 2017年（平成29年） | 6,494            | 3,277            | [ * 18 ] |
| 2018年（平成30年） | 6,591            | 3,321            | [ * 19 ] |
| 2019年（令和元年） | 6,570            | 3,314            | [ * 20 ] |
| 2020年（令和02年） | 5,046            | 2,544            |          |
| 2021年（令和03年） | 5,279            | 2,665            |          |
| 2022年（令和04年） | 5,864            | 2,957            |          |
| 2023年（令和05年） | 6,311            | 3,174            |          |

備考
1. ↑  1999年8月29日開業。

## 駅周辺
駅前は開業から20年ほど開発途上のままで、環状4号線側にタクシーロータリーがあったが常駐はしていないため、呼び出しが必要であった。また、発着する路線バスは開業から久しくなかった（下和泉団地行の自治会運営バスは以前から発着していた）が、2007年12月16日に路線バスが開通した。商業施設も駅から離れた位置にあったが、当駅および相鉄いずみ野線「ゆめが丘駅」の周辺に位置する「泉ゆめが丘地区」において大規模商業施設を含む再開発が行われ、これにより当駅前にバスやタクシーも乗り入れ可能な駅前広場が整備されている。

### 泉ゆめが丘地区の再開発
当駅及びゆめが丘駅の周辺（泉ゆめが丘地区）は、「都市計画マスタープラン・泉区プラン」において「都市基盤施設と一体となった計画的な開発を誘導し、良好な居住環境を備えた市街地の形成を図る」地区として位置付けられている。
周辺エリアの市街地の形成に向け、1999年に地元地権者が中心に発足した「いずみ田園第一地区土地区画整理準備組合」を2007年末に解散し、新たに「泉ゆめが丘土地区画整理組合設立準備会」が発足した。2008年度に横浜市都市整備局は「泉ゆめが丘土地区画整理組合設立準備会」の支援を表明、泉ゆめが丘地区（25.1ヘクタール）の市街化区域への編入を視野に協議を促進し、早期の事業化を目指すと発表している。その後、2014年6月に市街化区域への編入および土地区画整理事業の都市計画決定などが行われ、同年8月には「泉ゆめが丘土地区画整理組合」の設立認可、2016年3月には「泉ゆめが丘地区地区計画」が決定された。再開発事業（土地区画整理事業）の施行期間は2014年度〜2024年度（清算期間を含む）で、総事業費は約109億円を見込む。

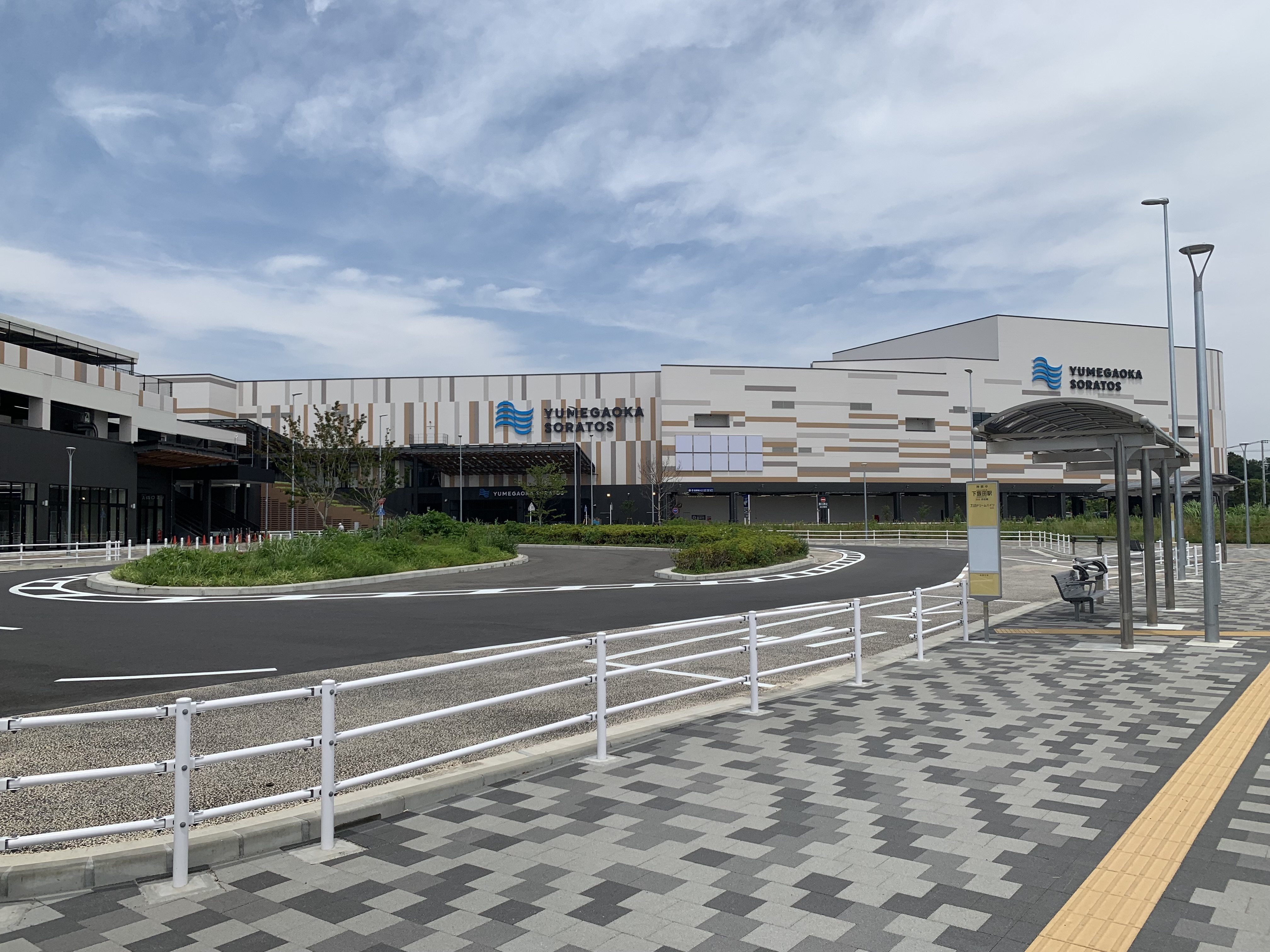
周辺の再開発事業に合わせて整備された駅前広場（2024年5月）

前述の都市計画決定に際し、導入機能やゾーニングなどの検討が進められ、交通広場や駅へのアクセス道路とともに、駅周辺への商業施設の集積、都市型住宅の整備（地区全体の計画人口は約5,200人）などを行う方針が定められた。また公共施設整備では、下飯田駅北側の駅前広場設置、幹線道路、区画道路、公園などの整備も行われる。
2020年9月、両駅に挟まれたセンター地区（駅前大街区、街区面積: 42,861 m2）の集客施設開発事業者として相鉄グループの相鉄アーバンクリエイツと相鉄ビルマネジメントが選定され、地上3階建ての大規模集客施設（延べ床面積: 約118,000 m2）を開発する計画が公表された。2022年10月に着工し、2023年8月には施設名が「ゆめが丘ソラトス」に決定、2024年7月25日に開業した。

### 主な周辺施設・交通
- 富士塚幼稚園
- 横浜市立中和田南小学校
- ゆめが丘総合病院
- ゆめが丘ソラトス

交通（駅・道路）
- ゆめが丘駅 - 相鉄いずみ野線の駅。近接しているが連絡運輸の設定はない。なお、ゆめが丘駅の仮称は当駅と同じ下飯田駅であった。
- 横浜市道環状4号線（産業道路）

## バス路線
最寄り停留所は駅北側のロータリー内にある、「下飯田駅」（神奈川中央交通）および「下飯田駅前」（天台観光）である。以下の路線が乗り入れている。
- 下飯田駅（神奈川中央交通）
  - 下05系統：上飯田車庫行 / ドリームハイツ行
  - 下15系統：俣野公園・横浜薬大前行
- 下飯田駅前（天台観光）
  - Eバス：下和泉住宅循環いずみ中央駅行 / いずみ中央駅行

神奈川中央交通の路線は、2024年3月31日をもって環状4号線上の「下飯田駅前」を廃止し、2024年4月1日より下飯田駅ロータリー内に「下飯田駅」を新設した。しかしEバスは、2024年7月16日に環状4号線上の「下飯田駅前」を下飯田駅ロータリー内に移設したが、名称変更は行っていない。そのため同じ位置にバス停留所があるが、名称が若干異なることになった。

## 隣の駅
横浜市営地下鉄
 ブルーライン（1号線）
■快速・■普通
湘南台駅 (B01) - 下飯田駅 (B02) - 立場駅 (B03)

### 記事本文の出典
1. 1 2  新町名新地番の施行について - 泉ゆめが丘土地整理組合、2024年9月2日、同年9月16日閲覧。
2. 1 2  開業に向けて着々と進む戸塚～湘南台8月29日開業（横浜市交通局記者発表資料・インターネットアーカイブ・2001年時点の版）。
3. 1 2  『鉄道ピクトリアル』第49巻第11号、電気車研究会、1998年11月、109頁。
4. ↑  市営地下鉄　戸塚～湘南台間新駅のレリーフ，彫刻の設置について（横浜市交通局記者発表資料・インターネットアーカイブ・2001年時点の版）。
5. ↑  『横浜市高速鉄道建設史II』 横浜市交通局、2004年3月、183ページ
6. ↑  ATO運転開始のお知らせ（横浜市交通局ニューリリース・インターネットアーカイブ・2007年時点の版）
7. ↑  踊場駅と下飯田駅の電車停止位置変更のお知らせ（横浜市交通局ニュースリリース・インターネットアーカイブ・2007年時点の版）。
8. ↑  “市営地下鉄ブルーラインの脱線について”.   横浜市交通局 (2019年6月6日). 2019年6月7日閲覧。
9. ↑  “横浜市営地下鉄で脱線＝けが人なし、工事用装置乗り上げ”. 時事ドットコム.   時事通信社 (2019年6月6日). 2019年6月7日閲覧。
10. ↑  “全脱線車両、引き上げ完了も　全線再開いまだめど立たず”. 神奈川新聞（カナロコ）.   神奈川新聞社 (2019年6月9日). 2019年6月9日時点のオリジナルよりアーカイブ。2019年6月9日閲覧。
11. ↑  『横浜市高速鉄道建設史II』 横浜市交通局、2004年3月、72ページ
12. ↑  “泉区 新町名｢ゆめが丘｣誕生 大規模再開発が契機 | 戸塚区・泉区”. タウンニュース (2024年4月18日). 2024年11月7日閲覧。
13. ↑  “下飯田の駅情報 駅構内図”.   横浜市交通局. 2023年6月4日閲覧。
14. ↑  横浜市統計書 - 横浜市
15. ↑  神奈川県県勢要覧
16. 1 2  泉ゆめが丘土地区画整理組合 公式サイト
17. 1 2  泉ゆめが丘地区（横浜市都市整備局）
18. ↑  ［泉ゆめが丘］の土地区画整理事業について（泉ゆめが丘土地区画整理組合 公式サイト内、2022年7月4日閲覧）
19. ↑  相鉄いずみ野線に新たなにぎわいの場 ゆめが丘駅前に大規模集客施設を開発 (PDF) （株式会社相鉄アーバンクリエイツ/株式会社相鉄ビルマネジメント 2020年9月17日）
20. ↑  相鉄／横浜・ゆめが丘駅前に大規模集客施設を開発（流通ニュース 2020年9月17日）
21. ↑  ゆめが丘駅前に「大規模集客施設」開発へ　相鉄グループ（神奈川新聞「カナロコ」 2020年9月19日）
22. ↑  ゆめが丘 170店舗の大型施設 相鉄グループが事業者に（タウンニュース〈泉区版〉 2020年9月24日号）
23. ↑  “大規模集客施設 ｢ゆめが丘ソラトス｣に”. タウンニュース 泉区版. (2023年8月31日) 2024年2月15日閲覧。
24. ↑  『相鉄いずみ野線 ゆめが丘駅直結の大規模複合商業施設 「ゆめが丘ソラトス」2024年7月25日（木）開業決定！ 関東・横浜市初出店の20店舗含む、129店舗が出店！子育て応援の取り組みも充実』（PDF）（プレスリリース）株式会社相鉄アーバンクリエイツ、株式会社相鉄ビルマネジメント、2024年5月21日。オリジナルの2024年5月21日時点におけるアーカイブ。2024年5月21日閲覧。

### 利用状況の出典
横浜市営地下鉄の統計データ
神奈川県県勢要覧
1. 1 2  平成13年 (PDF)  - 230ページ
2. ↑  平成14年 (PDF)  - 228ページ
3. ↑  平成15年 (PDF)  - 228ページ
4. ↑  平成16年 (PDF)  - 228ページ
5. ↑  平成17年 (PDF)  - 230ページ
6. ↑  平成18年 (PDF)  - 230ページ
7. ↑  平成19年 (PDF)  - 232ページ
8. ↑  平成20年 (PDF)  - 236ページ
9. ↑  平成21年 (PDF)  - 246ページ
10. ↑  平成22年 (PDF)  - 244ページ
11. ↑  平成23年 (PDF)  - 244ページ
12. ↑  平成24年 (PDF)  - 240ページ
13. ↑  平成25年 (PDF)  - 242ページ
14. ↑  平成26年 (PDF)  - 244ページ
15. ↑  平成27年 (PDF)  - 244ページ
16. ↑  平成28年 (PDF)  - 252ページ
17. ↑  平成29年 (PDF)  - 244ページ
18. ↑  平成30年 (PDF)  - 228ページ
19. ↑  令和元年 (PDF)  - 228ページ
20. ↑  令和2年 (PDF)  - 228ページ